# Goldene Bürgermedaille der Stadt Ingolstadt
Die Goldene Bürgermedaille der Stadt Ingolstadt ehrt seit 1980 Persönlichkeiten, die sich um die Stadt Ingolstadt hervorragend verdient gemacht haben.
Neben der Goldenen Bürgermedaille werden in Ingolstadt auch der Kulturpreis, der Kunstpreis, der Jazzförderpreis und der Marieluise-Fleißer-Preis verliehen.

## Preisträger
- 1980: Josef Reichart, Josef Schloder, Rudolf Vierheilig
- 1986: Eduard Steurer
- 1987: Ignaz Königsberger[1]
- 1988: Kreszenz Zitzelsberger
- 1989: Herbert Geier
- 1990: Hans Steimer
- 1992: Karl Batz
- 1993: Eduard Gaugler
- 1995: Otto Stinglwagner
- 1996: Wilhelm Reitzer[2]
- 2001: M. Cäcilia Wohlmuth[3]
- 2002: Hans Amler
- 2003: Elmar Spranger, Andreas Risch
- 2005: Alf Lechner[4], Christa Habrich
- 2010: Jean-Pierre Leleux
- 2013: Siegfried Hofmann
- 2015: Rainer Rupp[5][6]
- 2018: Alexander Bubman, Mario Giuntoni[7][8]
- 2020: Hubert Weinzierl[9][10][11]
- 2024: Gabriel Engert